# ヒドロキシアセトン
ヒドロキシアセトン（Hydroxyacetone）とは、アセトンの1位の炭素に結合した水素のうちの1つが水酸基に置換した構造をした、第1級アルコールである。ジヒドロキシアセトンと区別するために、敢えてモノヒドロキシアセトンと書かれる場合もある。CAS登録番号は116-09-6。

## 構造と性質
ヒドロキシアセトンの分子式はC3H6O2であり、分子量は74.079である

。
常圧における融点は-17 ℃、沸点は約145 ℃であるため
、常温常圧においては液体として存在する。なお、引火点は約56 ℃である。
ヒドロキシアセトンの構造から明らかなように、水素結合の受容体であるばかりではなく供与体でもある。また、有機化合物としては比較的小さな分子であるため、極性溶媒に溶けやすい。具体的には、水に極めて溶けやすく、エタノールにも溶ける他、分子構造が似ているアセトンにも溶ける
。

## 合成法
ヒドロキシアセトンは、適切な触媒を用いてグリセリンから脱水させることによって合成できる。

## 所在
ヒドロキシアセトンは人為的に大気中へと放出されることもある物質の1つとして知られているが、もしかすると森林から自然に放出されている物質の1つかもしれないと示唆されている。